# 曼努埃尔·鲍姆
曼努埃尔·鲍姆（德語：Manuel Baum，1979年8月30日—）是一位德国足球教练及前足球运动员。从2014年1月至3月，他曾是德丙俱乐部翁特哈兴的主教练。至2014-15赛季，他又开始担当德甲俱乐部奥格斯堡的青训中心主教练。而当原奥格斯堡主教练于2016年12月离职后，鲍姆得以临时执掌一线队“直至另行通告”。同年12月28日，奥格斯堡宣布鲍姆正式接任俱乐部主教练。